# Chữ Nôm
Chữ Nôm (𡨸喃), còn được gọi là Quốc âm (國音)  là loại văn tự ngữ tố - âm tiết dùng để viết tiếng Việt. Đây là bộ chữ được người Việt tạo ra dựa trên chữ Hán, các bộ thủ, âm đọc và nghĩa từ vựng trong tiếng Việt.
Chữ Nôm bắt đầu hình thành và phát triển từ thế kỷ 10 đến thế kỷ 20. Sơ khởi, chữ Nôm thường dùng ghi chép tên người, địa danh, sau đó được dần dần phổ cập, tiến vào sinh hoạt văn hóa của quốc gia. Vào thời Nhà Trần ở thế kỷ 14 và Nhà Tây Sơn ở thế kỷ 18, xuất hiện khuynh hướng dùng chữ Nôm trong văn thư hành chính. Đối với văn học Việt Nam, chữ Nôm có ý nghĩa đặc biệt quan trọng khi là công cụ xây dựng nền văn học cổ truyền kéo dài nhiều thế kỷ.

## Định nghĩa và tên gọi
Cả hai từ chữ và Nôm trong chữ Nôm đều có gốc Hán. Từ chữ bắt nguồn từ cách phát âm trong tiếng Hán thượng cổ của chữ “tự” 字 (trong "văn tự"). Nôm nghĩa là Nam 南 (trong "phía nam"). Ý của tên gọi chữ Nôm là đây là thứ chữ dùng để ghi chép tiếng nói của người phương Nam (tức người Việt, xưa kia người Việt tự xem mình là người phương Nam, còn người Trung Quốc là người phương Bắc).
Tên gọi chữ Nôm khi viết bằng chữ Nôm có thể viết bằng rất nhiều chữ khác nhau:
- Từ chữ: 字，𪧚，𡨸，茡，芓，𡦂，佇，宁
- Từ Nôm: 喃，諵

Tên gọi Quốc âm (國音) được các thi hào sử dụng để đặt tên cho các tác phẩm bằng chữ Nôm như Quốc âm Thi tập, Hồng Đức Quốc âm Thi tập. Chữ âm 音 có nghĩa là "tiếng" như trong từ âm thanh, âm giọng, liên tưởng đến "tiếng nói" hay "ngôn ngữ", nên có thể Quốc âm còn có nghĩa là "tiếng nói của đất nước", ám chỉ tới tiếng Việt. Một tác phẩm bằng chữ Nôm khác là Bạch Vân quốc ngữ thi tập, sử dụng từ "Quốc ngữ" (國語). Do vậy từ lâu chữ Nôm đã được người đương thời coi là ”chữ viết tiếng Việt”, hay chính là ”chữ Quốc ngữ” của tiếng Việt lúc đó (khác với "chữ Quốc ngữ" hiện nay là chữ Latinh).

## Lịch sử phát triển

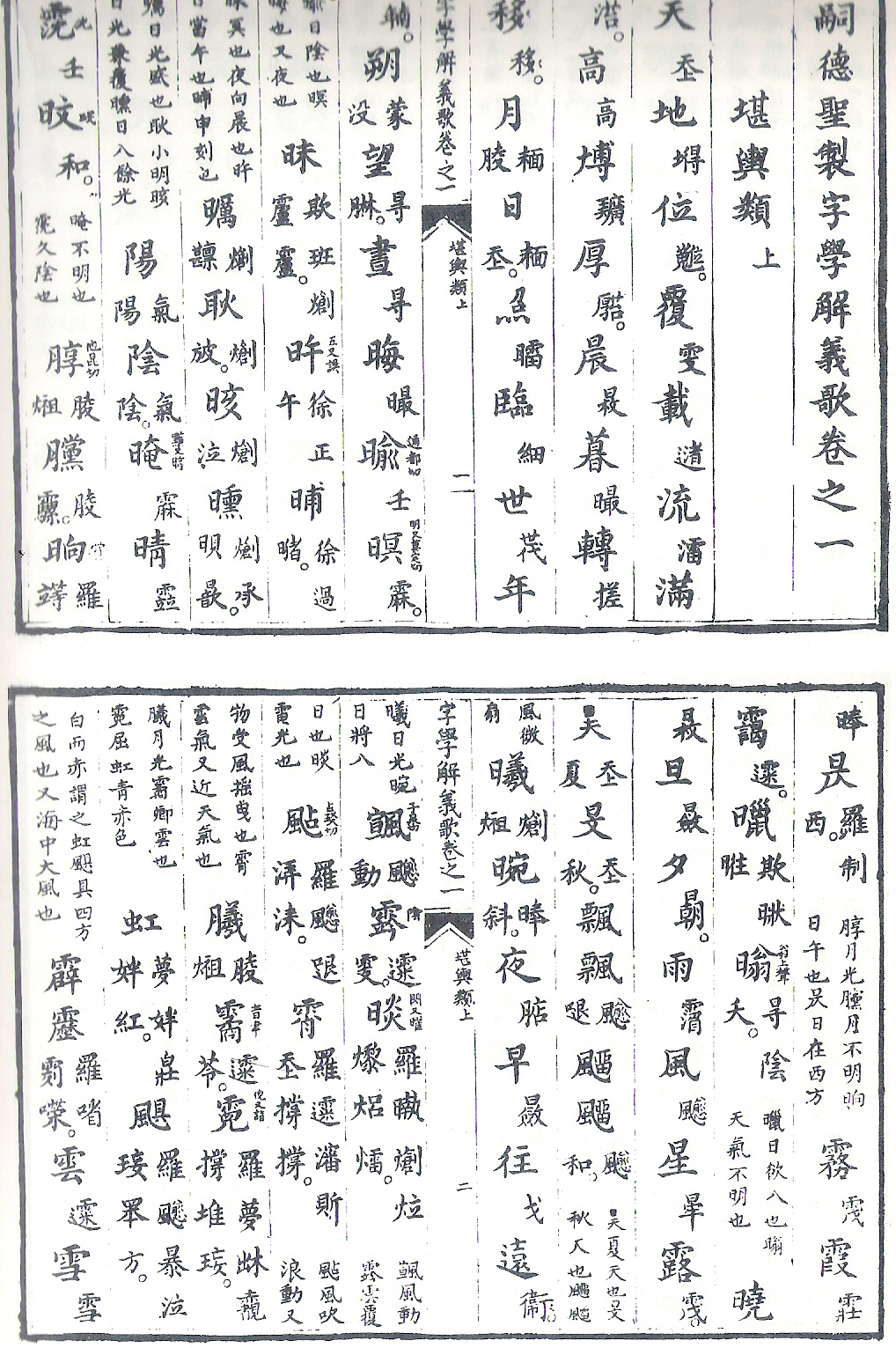
Bốn trang đầu của sách Tự Đức thánh chế tự học giải nghĩa ca dùng chữ Nôm để học chữ Nho

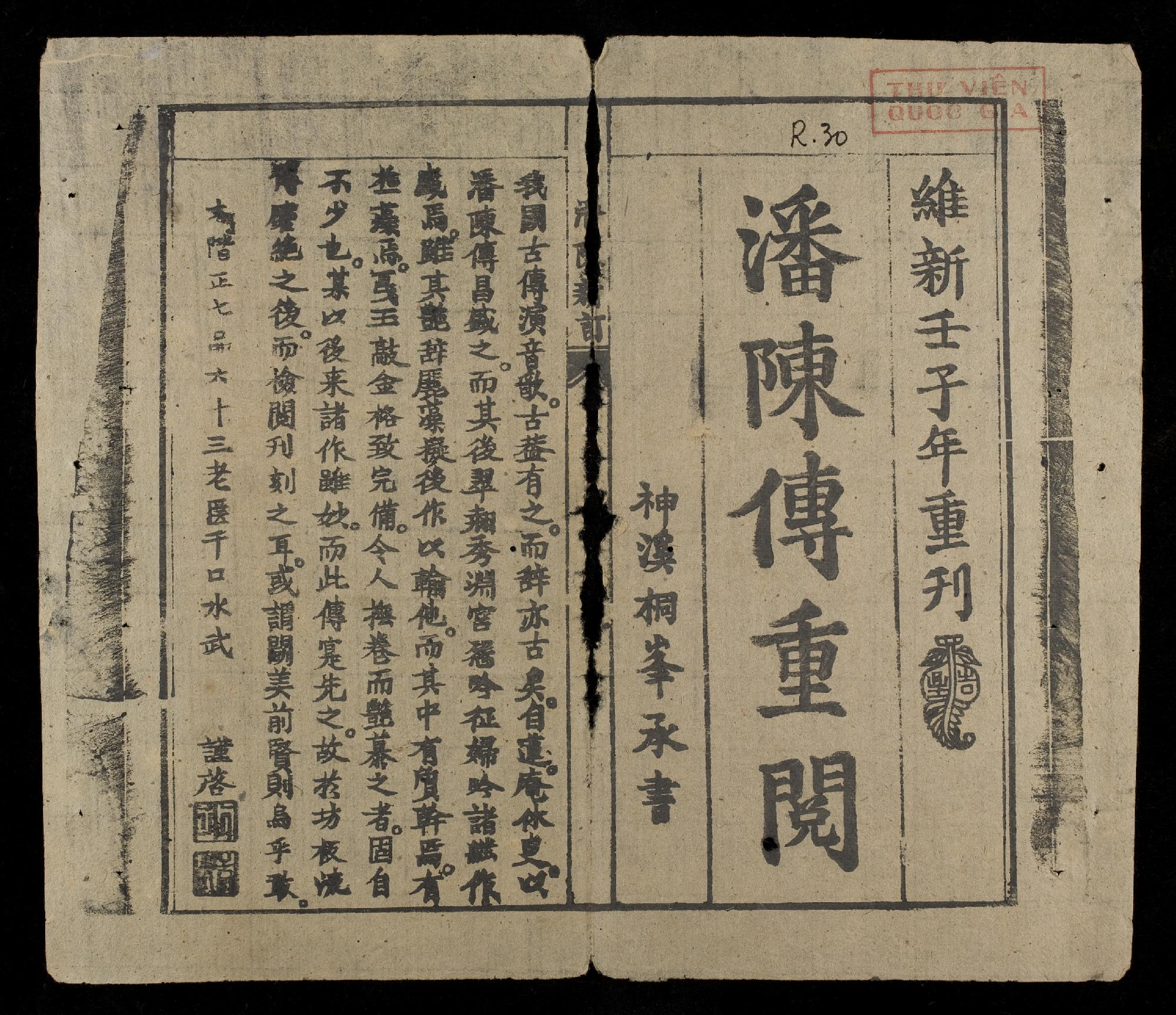
Truyện Nôm Phan Trần, ấn bản Nhâm Tý (1912) triều Duy Tân.

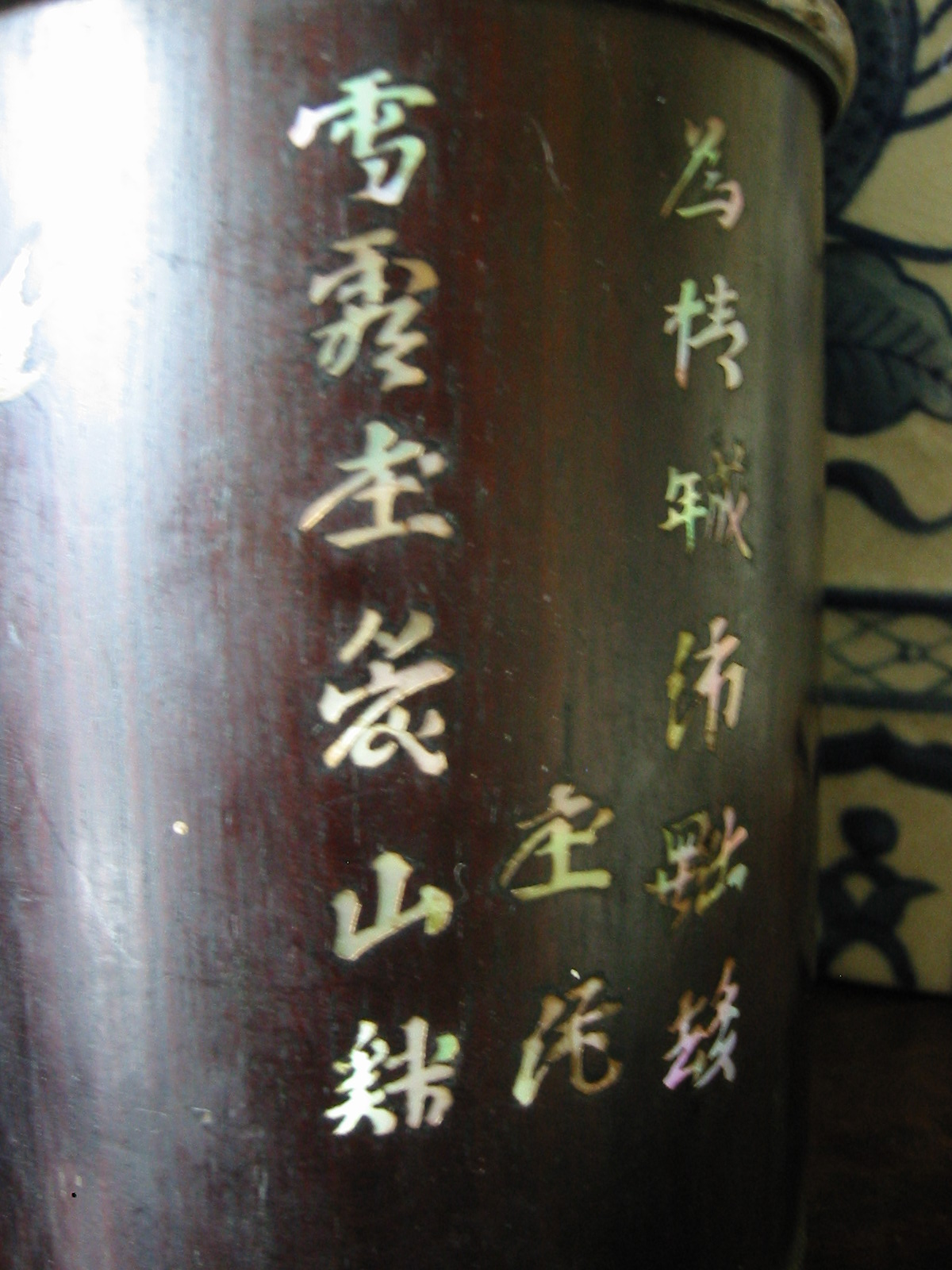
Chữ Nôm khảm xà cừ dùng trang trí trên điếu ống thế kỷ 19-20 thời Nguyễn

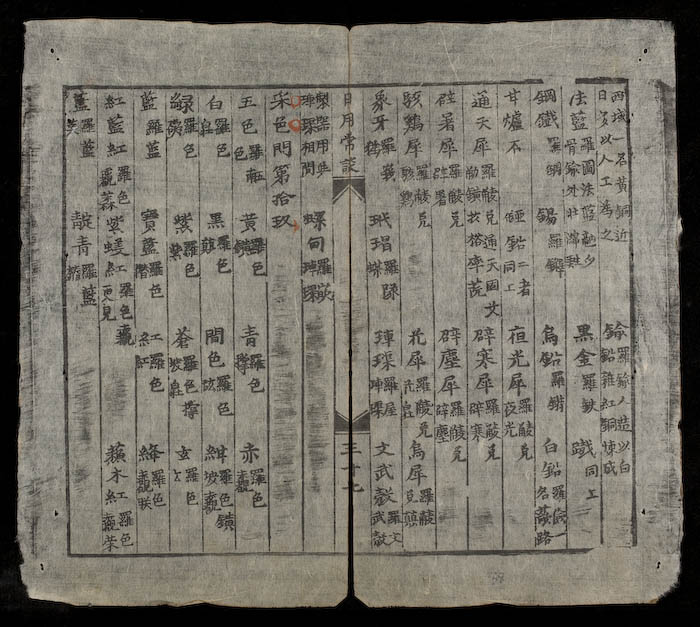
Một trang từ cuốn Nhật dụng thường đàm 1851.

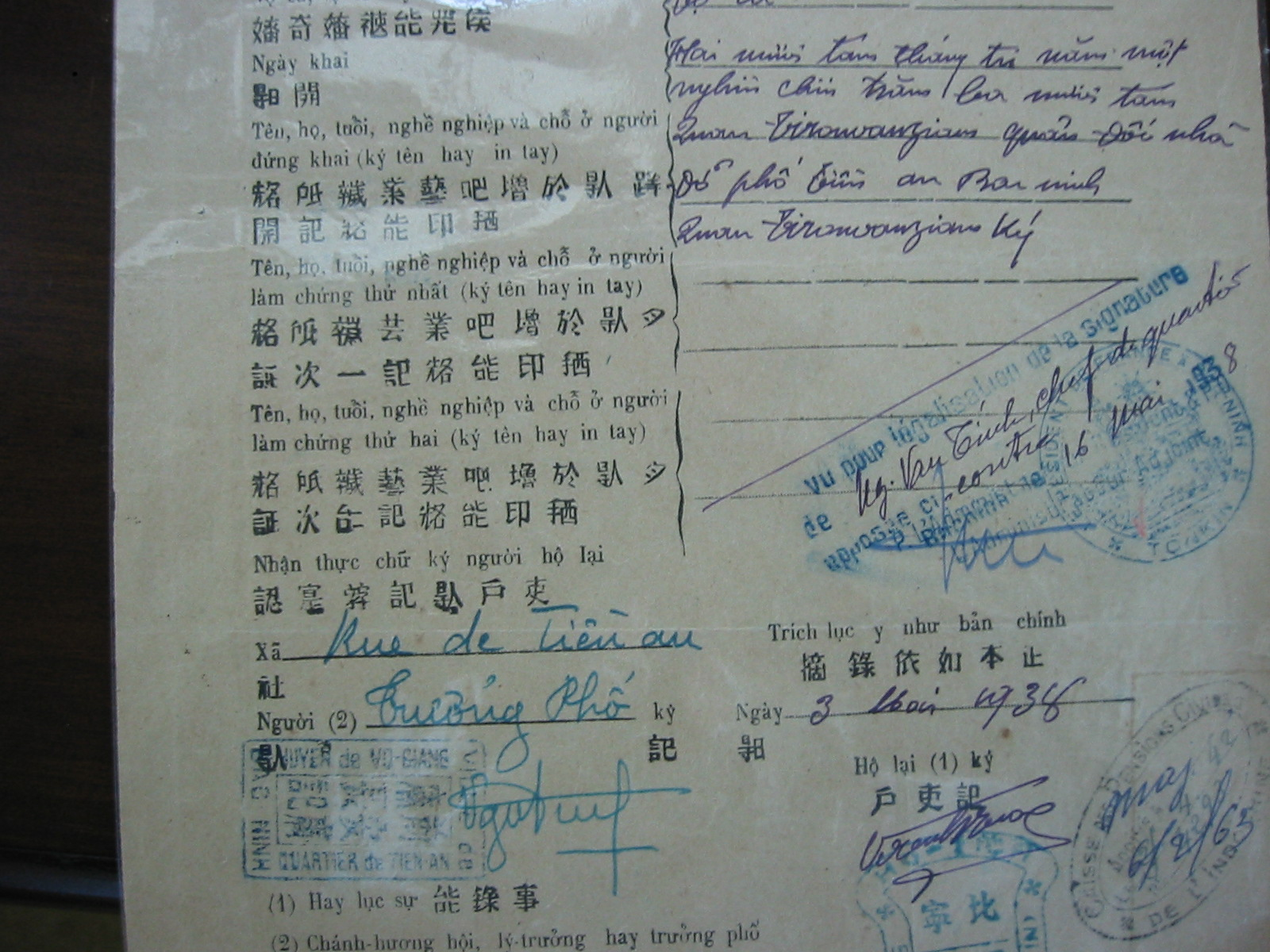
Đơn khai sinh năm 1938 ở Bắc Kỳ hiện diện bốn loại văn tự: chữ Quốc ngữ cùng với chữ Nôm, các con dấu bằng tiếng Pháp và có vài chữ Hán.

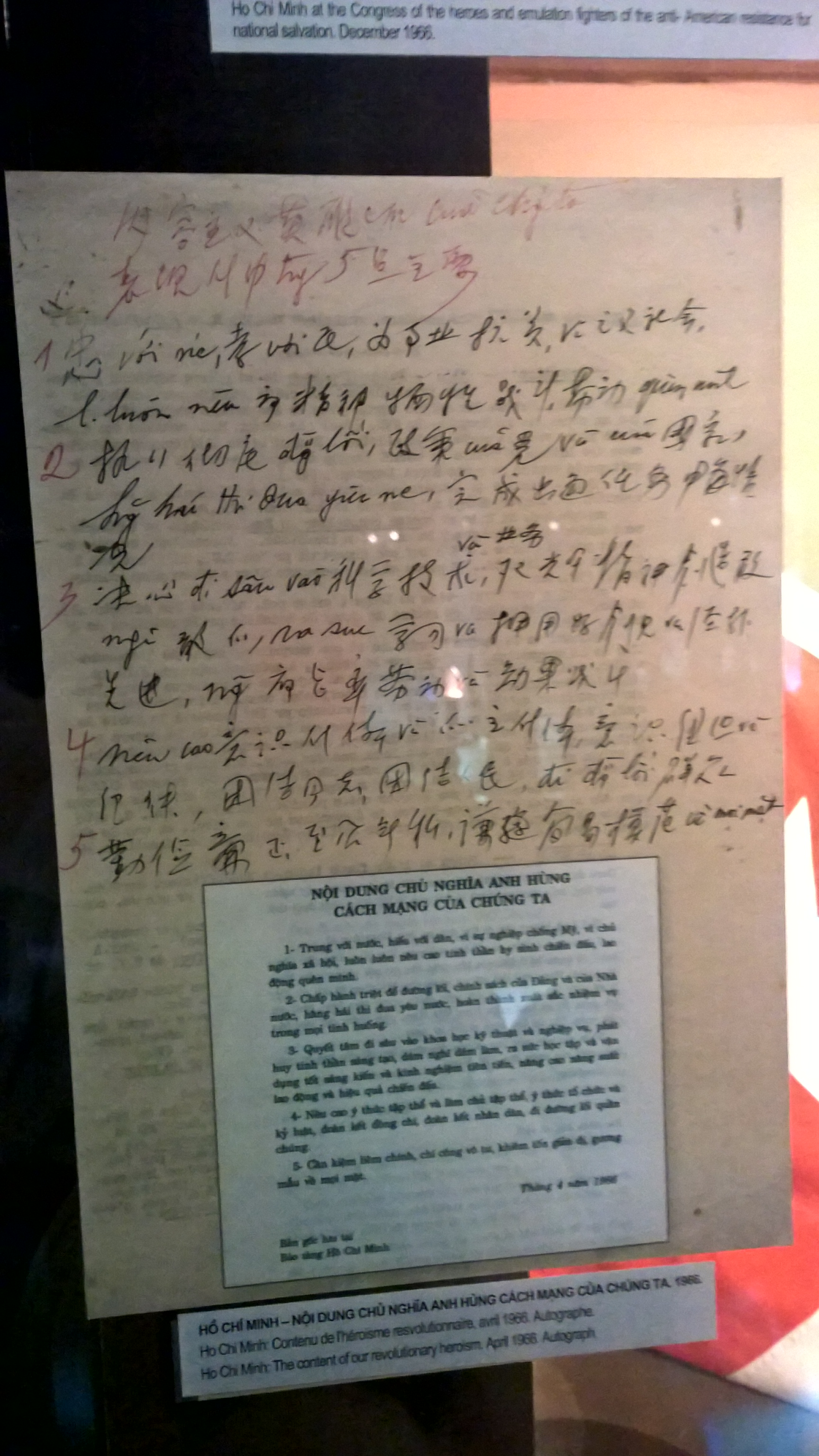
"Nội dung chủ nghĩa anh hùng cách mạng của chúng ta" (4-1966) do Chủ tịch Hồ Chí Minh viết, dùng hỗn hợp cả chữ Hán-Nôm và chữ Quốc ngữ.

### Các quan điểm về sự hình thành
Trong một số nghiên cứu vào thập niên 1990, các học giả căn cứ vào đặc điểm cấu trúc nội tại của chữ Nôm, dựa vào cứ liệu ngữ âm lịch sử tiếng Hán và tiếng Việt, so sánh đối chiếu hệ thống âm tiếng Hán và tiếng Hán Việt đã đi tới kết luận rằng âm Hán Việt (âm của người Việt đọc chữ Hán) ngày nay bắt nguồn từ thời nhà Đường-nhà Tống thế kỷ 8-9. Và nếu âm Hán Việt có từ thời Đường, Tống thì chữ Nôm không thể ra đời trước khi cố định cách đọc Hán Việt (nếu xét chữ Nôm với tư cách hệ thống văn tự) và chỉ có thể ra đời sau khoảng thế kỷ thứ 10 khi người Việt thoát khỏi nghìn năm Bắc thuộc với chiến thắng của Ngô Quyền vào năm 938.
Về văn bản thì khi tìm chứng tích trước thời nhà Lý, văn tịch hoàn toàn không lưu lại dấu vết chữ Nôm nào cả. Sang thời Lý thì mới có một số chữ Nôm như trên quả chuông chùa Vân Bản, Hải Phòng (đúc năm 1076), bài bi ký ở chùa xã Hương Nộn, huyện Tam Nông tỉnh Phú Thọ (tạc năm 1173 niên hiệu Chính Long Bảo Ứng thứ 11) hay bia chùa Tháp Miếu, huyện Yên Lãng (nay thuộc Phúc Yên, tỉnh Vĩnh Phúc (tạc năm 1210 triều vua Lý Cao Tông).
Trước tác thì phải sang thời nhà Trần mới có dấu tích rõ ràng. Hàn Thuyên là người có công lớn phát triển thơ Nôm thời kỳ này với việc mở đầu thể Hàn luật. Ông cũng đặt ra quy luật bằng trắc (平/仄) cho các thanh tiếng Việt trong thơ.

### Phát triển
Ban đầu khi mới xuất hiện, chữ Nôm thuần túy mượn dạng chữ Hán y nguyên để ghi âm tiếng Việt cổ (mượn âm Hán để chép tiếng Quốc âm). Phép đó gọi là chữ "giả tá" (假借). Dần dần phép ghép hai chữ Hán lại với nhau, một phần gợi âm, một phần gợi ý được dùng ngày càng nhiều và có hệ thống hơn. Phép này gọi là "hài thanh" hoặc "hình thanh" (形聲) để cấu tạo chữ mới.
Ví dụ về giả tá: từ 别 âm Hán Việt là biệt, nghĩa phân biệt, ly biệt nhưng được dùng để ghi âm từ biết.
Kể từ thời Lê về sau số lượng sáng tác bằng chữ Nôm tăng dần trong suốt 500 năm từ thế kỷ 15 đến thế kỷ 19. Dồi dào nhất là các áng thi văn có tính cách cảm hứng, tiêu khiển, và nặng phần tình cảm. Những tác phẩm Nôm này rất đa dạng: từ Hàn luật (thơ Nôm (tiếng Việt) theo luật Đường), đến văn tế, truyện thơ lục bát, song thất lục bát, phú, hát nói, tuồng, chèo. Thi ca chữ Nôm đã diễn tả đầy đủ mọi tình cảm của dân tộc Việt, khi thì hào hùng, khi bi ai; khi thì trang nghiêm, khi bỡn cợt. Song sử liệu, nhất là chính sử cùng các văn bản hành chính của triều đình thì gần như toàn phần đều bằng chữ Hán. Ngoại lệ là những năm tồn tại ngắn ngủi của nhà Hồ (thế kỷ 15) và nhà Tây Sơn (thế kỷ 18), chữ Nôm được sử dụng trong các văn bản chính sử, chiếu chỉ.

#### Trước thế kỷ 15
Một số di tích còn lưu lại dấu vết chữ Nôm trước thế kỷ 15 nhưng số lượng không nhiều ngoài một ít văn bia và ghi chép của người đời sau chép lại những bài tương truyền sáng tác từ thời Lý Trần. Một tác phẩm quan trọng là tập Phật thuyết đại báo phụ mẫu ân trọng kinh (Kinh đại báo phụ mẫu trọng ân) đã ra đời vào thời nhà Lý khoảng thế kỷ 12. Đây cũng là đặc điểm vì tập này là văn xuôi, một thể văn ít khi dùng chữ Nôm.
Nhà Trần cũng để lại một số tác phẩm chữ Nôm như mấy bài phú của vua Trần Nhân Tông: "Cư trần lạc đạo phú" (居塵樂道賦) và "Đắc thú lâm tuyền thành đạo ca" (得趣林泉成道歌).
Thời Trần tương truyền cũng có lệ làm phú bằng chữ Nôm trong kỳ thi Hội. Lê Tắc ghi lại trong An Nam chí lược rằng đời vua Trần Anh Tông một số bài hát được soạn bằng Nôm.
Sang thời nhà Hồ thì một số sách vở kinh điển Nho học được dịch ra chữ Nôm như thiên Vô dật trong Kinh Thư năm 1395. Nhà vua cũng cho soạn cuốn Thi nghĩa bằng Nôm để giảng giải Kinh Thi.

#### Thế kỷ 15–17
Thời kỳ này phần lớn thi văn lưu truyền biết tới nay là thơ Hàn luật bát cú hoặc tứ tuyệt. Một số là trước tác cảm hứng riêng như: Quốc âm thi tập (Nguyễn Trãi), Hồng Đức quốc âm thi tập (Lê Thánh Tông và hội Tao đàn Nhị thập bát Tú), Bạch Vân quốc ngữ thi tập (Nguyễn Bỉnh Khiêm), Ngự đề hoà danh bách vịnh (Chúa Trịnh Căn), Tứ thời khúc vịnh (Hoàng Sĩ Khải), Ngọa long cương (Đào Duy Từ); nhưng cũng không thiếu những tác phẩm theo dạng sử ký như: Thiên Nam Minh giám, Thiên Nam ngữ lục. Thơ lục bát cũng xuất hiện với tác phẩm "Cảm tác" của Nguyễn Hy Quang, được sáng tác năm 1674.
Trong chính sử thì ghi lại một số văn kiện quan trọng bằng chữ Nôm trong đó có tờ sắc chúa Thanh Đô Vương Trịnh Tráng soạn nhân danh vua Lê Thần Tông gửi cho chúa Sãi Nguyễn Phúc Nguyên năm 1627 đòi đất Thuận Hóa nộp thuế. Dụng ý dùng Nôm là để dễ bề diễn tả tình gia tộc của kẻ cả vì Trịnh Tráng với Nguyễn Phúc Nguyên là anh em con cô con cậu.
Chỉ nam ngọc âm giải nghĩa là cuốn từ điển chữ Hán giải thích bằng chữ Nôm thuộc loại sớm nhất.
Thế kỷ 17 cũng chứng kiến sự xuất hiện nhưng đã sớm nở rộ của văn học Nôm Công giáo, với những tác giả tên tuổi như nhà truyền giáo Girolamo Maiorica (chủ trì biên soạn hơn 45 tác phẩm nhiều thể loại), thầy giảng Gioan Thanh Minh (viết tiểu sử các danh nhân và thánh nhân), thầy giảng Lữ-y Đoan (viết Sấm truyền ca, truyện thơ lục bát phỏng tác từ Ngũ Thư).

#### Thế kỷ 18–19
Thơ Hàn luật của những thế kỷ kế tiếp càng uyển chuyển, lối dùng chữ càng tài tình, hóm hỉnh như thơ của Hồ Xuân Hương hay Bà Huyện Thanh Quan. Ngược lại thể thơ dài như Ai tư vãn của Ngọc Hân Công chúa cùng thể song thất lục bát trong Chinh phụ ngâm của Đoàn Thị Điểm lưu danh những nữ sĩ biệt tài thời trước. Riêng Chinh phụ ngâm được xem là một tuyệt tác, có phần trội hơn nguyên bản chữ Nho.
Thể song thất lục bát cũng lưu lại tác phẩm Cung oán ngâm khúc, lời văn cầu kỳ, hoa mỹ nhưng thể thơ phổ biến nhất là truyện thơ lục bát, trong đó phải kể Truyện Kiều (Nguyễn Du) và Lục Vân Tiên (Nguyễn Đình Chiểu). Văn từ truyện thơ bình dị hơn nhưng lối hành văn và ý tứ không kém sâu sắc và khéo léo. Những tác phẩm truyện Nôm khuyết danh khác như Thạch Sanh, Trê Cóc, Nhị độ mai, Phan Trần, Tấm Cám, Lưu Bình Dương Lễ, Ngư tiều y thuật vấn đáp, Nữ tú tài, Tô Công phụng sứ, tất cả được phổ biến rộng rãi khiến không mấy người Việt lại không biết vài câu, nhất là Truyện Kiều.
Dưới triều đại nhà Tây Sơn, do sự hậu thuẫn của Quang Trung hoàng đế, toàn bộ các văn kiện hành chính bắt buộc phải viết bằng chữ Nôm trong 14 năm, từ 1788 đến 1802.
Thời kỳ cuối của chữ Nôm xuất hiện nhiều tác phẩm thi ca theo thể hát nói như của Nguyễn Khuyến, Chu Mạnh Trinh, Tú Xương v.v. Những thể cũ song thất lục bát và lục bát (các truyện Nôm) vẫn góp mặt song thêm vào đó là những vở tuồng hoặc chèo dân gian cũng được soạn bằng chữ Nôm như Kim Thạch kỳ duyên, Chàng Lía (Văn Doan diễn ca), Quan Âm Thị Kính.
Đối ngược lại tài liệu văn học thì triết học, sử học, luật pháp, y khoa và ngữ học tuy có được ghi lại bằng chữ Nôm nhưng tương đối ít. Văn vần thì có Đại Nam Quốc sử Diễn ca (thời Nguyễn). Đặc biệt là cuốn từ điển song ngữ Hán Nôm Đại Nam Quốc ngữ do Văn Đa Nguyễn Văn San soạn năm Tự Đức thứ 30 (1877). Trong những văn bản hành chính thường nhật như sổ sách, công văn, giấy tờ, thư từ, khế ước, địa bạ v.v. chỉ đôi khi xen chữ Nôm nếu không thể tìm được một chữ Hán đồng nghĩa để chỉ các danh từ riêng (như tên đất, tên làng, tên người), nhưng tổng thể vẫn là văn bản Hán Việt.
Nam Việt–Dương Hiệp Tự vị là từ điển chữ Nôm đầu tiên, được phiên ra chữ Quốc ngữ và giải thích bằng tiếng Latinh.

#### Suy giảm
Dưới chính quyền thuộc địa và bảo hộ của Pháp, vào cuối thế kỷ 19 tại Nam Kỳ và đầu thế kỷ 20 tại Bắc Kỳ và Trung Kỳ, vị thế của chữ Hán và chữ Nôm bắt đầu giảm sút. Chữ Quốc ngữ được chính quyền thuộc địa bảo hộ qua các nghị định được người Pháp ban ra với mục đích xóa bỏ chữ Hán và chữ Nôm, để tiếng Việt đồng văn tự với tiếng Pháp, giúp phổ biến tiếng Pháp và dễ bề cai trị. Kỳ thi Hương cuối cùng tại Nam Kỳ được tổ chức vào năm 1864, tại Bắc Kỳ là năm 1915, tại Trung Kỳ là năm 1918 và kỳ thi Hội sau cùng được tổ chức vào năm 1919. Trong chừng mực nào đó, chữ Hán vẫn tiếp tục được dạy trong thời Pháp thuộc. Học chính Tổng quy (Règlement général de l'Instruction publique) do Toàn quyền Albert Sarraut ban hành năm 1917 quy định ở cấp tiểu học, mỗi tuần dạy Hán tự một giờ rưỡi và dạy tiếng Pháp (lớp nhì và lớp nhất) ít nhất 12 giờ. Ở cấp trung học, mỗi tuần quốc văn (gồm Hán tự và quốc ngữ) dạy 3 giờ trong khi Pháp văn và lịch sử Pháp dạy 12 giờ. Bên cạnh bộ Quốc-văn giáo-khoa thư của nhóm Trần Trọng Kim, Nha Học chính Đông Pháp còn tổ chức và cho sử dụng bộ Hán-văn tân giáo-khoa thư xuất bản lần đầu năm 1928 do Lê Thước và Nguyễn Hiệt Chi biên soạn, đều được dùng rộng rãi cho tới trước năm 1949.
Tại miền Nam, Giáo dục Việt Nam Cộng hòa quy định dạy chữ Hán cho học sinh trung học đệ nhất cấp. Tại miền Bắc, Việt Nam Dân chủ Cộng hòa không chủ trương dạy chữ Hán và chữ Nôm, nhưng có sử dụng chữ Hán với chữ Nôm ở một số thời điểm (đồng tiền lưu hành của Việt Nam Dân chủ Cộng hòa có in chữ Hán). Khi đất nước thống nhất, chương trình giáo dục phổ thông của nhà nước Cộng hòa Xã hội chủ nghĩa Việt Nam không giảng dạy chữ Hán và chữ Nôm.

#### Hiện tại
Chữ Nôm và chữ Hán hiện nay không được giảng dạy đại trà trong hệ thống giáo dục phổ thông Việt Nam, tuy nhiên nó vẫn được giảng dạy và nghiên cứu trong các chuyên ngành về Hán-Nôm tại bậc đại học. Chữ Nôm và chữ Hán cũng được một số hội phong trào tự dạy và tự học, chủ yếu là học cách đọc bằng tiếng Việt hiện đại, cách viết bằng bút lông kiểu thư pháp, học nghĩa của chữ, học đọc và viết tên người Việt, các câu thành ngữ, tục ngữ và các kiệt tác văn học như Truyện Kiều.
Để giúp chữ Nôm cũng được hiển thị trên máy tính và di động như chữ Hán, các nhà ngôn ngữ học về Hán Nôm đã và đang cố gắng chuẩn hoá chữ Nôm toàn diện hơn về mặt chữ, cách viết và âm đọc, đồng thời nỗ lực đưa chữ Nôm được mã hoá lên bộ mã Unicode. Điều này giúp cho chữ Nôm được bảo tồn lâu dài, dễ dàng tìm kiếm, tra cứu và thông hiểu hơn. Tính đến nay, đã có gần 12.000 chữ Nôm được cấp mã Unicode.
Người Kinh ở Trung Quốc hiện nay vẫn sử dụng chữ Hán và chữ Nôm làm văn tự chính thức cho dạng tiếng Việt mà họ đang nói hàng ngày (tiếng Kinh Trung Quốc) thay vì chữ Latinh mà tại Việt Nam gọi là chữ Quốc ngữ.
Do các vấn đề chính trị nhạy cảm về quan hệ Việt Nam - Trung Quốc (như thời kỳ bắc thuộc, những cuộc chiến tranh trong hàng nghìn năm của lịch sử, tranh chấp chủ quyền Hoàng Sa và Trường Sa,...), khiến nhiều người Việt hiện nay mang tư tưởng của Chủ nghĩa bài Trung Quốc, không phân biệt được chữ Nôm, chữ Hán với tiếng Trung (tức không phân biệt được "chữ viết" và "tiếng nói"), nên thường có hành động đả kích vô cớ những người học chữ Nôm, chữ Hán hay người viết các văn tự ngữ tố này trong tiếng Việt (ví dụ như đả kích người viết thư pháp chữ Hán Nôm thay vì viết chữ Latinh/ chữ Quốc ngữ, vì cho rằng viết chữ Hán Nôm là viết tiếng Trung). Điều này gây khó khăn lớn trong thời hiện đại cho việc bảo tồn và phát huy các giá trị mà chữ Nôm cũng như chữ Hán đã mang lại cho tiếng Việt và văn học cổ truyền Việt Nam.

## Chữ Nôm, chữ Hán và chữ Quốc ngữ

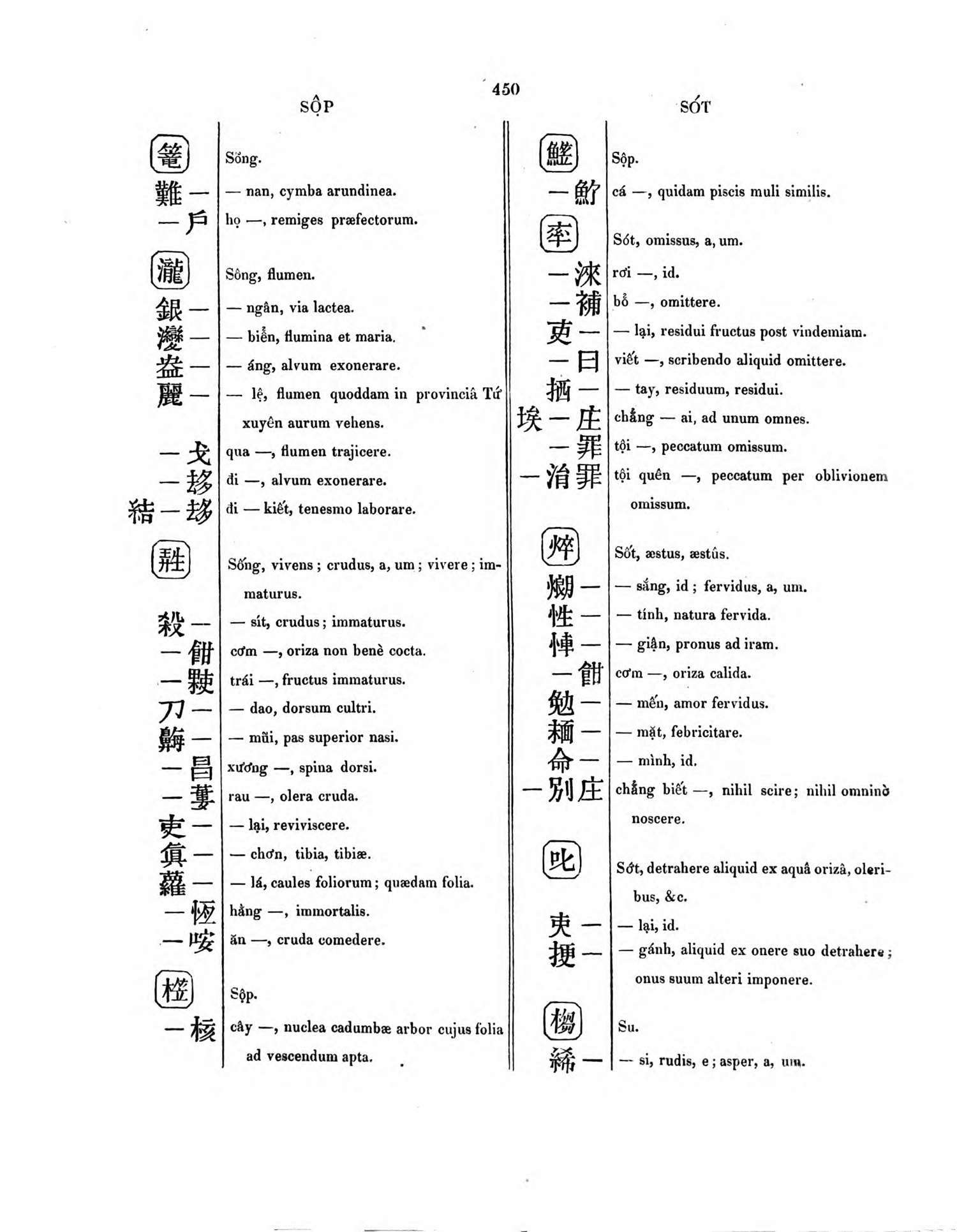
Từ điển song ngữ Nam Việt–Dương Hiệp Tự vị giải nghĩa tiếng Việt (ghi bằng chữ Nôm và chữ Quốc ngữ) bằng tiếng Latinh.

Chữ Quốc ngữ Latinh và chữ Nôm cùng chữ Hán là hai hệ chữ dùng để viết tiếng Việt, chúng có vai trò khác nhau nhưng bổ trợ cho nhau trong dòng lịch sử và văn hóa Việt Nam. Chữ Quốc ngữ được các nhà truyền giáo Dòng Tên tại Việt Nam sáng chế dựa trên ký tự Latinh vào nửa đầu thế kỷ 17 và cho tới cuối thế kỷ 19 chỉ được lưu hành trong giới Công giáo. Tuy nhiên, trái với nhiều người lầm tưởng, trong thời kỳ này lượng văn thư Kitô giáo chữ Nôm vượt xa chữ Quốc ngữ, và sách chữ Nôm vẫn được người Công giáo sử dụng cho đến giữa thế kỷ 20. Việc sử dụng chữ Quốc ngữ trong giai đoạn này cũng được đặt trong mối liên hệ với chữ Nôm và văn chương tiếng Việt nói chung.
Đến thời Pháp thuộc, chính quyền thuộc địa muốn tăng cường ảnh hưởng của tiếng Pháp (cũng dùng chữ Latinh) và hạn chế ảnh hưởng của Hán học cùng với chữ Hán. Chính quyền thuộc địa ban hành các nghị định để bảo hộ cho việc sử dụng chữ Quốc ngữ:
- Ngày 22 tháng 2 năm 1869, Phó Đề đốc Marie Gustave Hector Ohier ký nghị định "bắt buộc dùng chữ Quốc ngữ thay thế chữ Hán" trong các công văn ở Nam Kỳ.[28]
- Ngày 6 Tháng 4 năm 1878, nghị định 82 được ký bởi Thống đốc Nam Kỳ Louis Charles Georges Jules Lafont, đề ra trong vòng bốn năm (tức tới năm 1882) thì phải chuyển hẳn sang chữ Quốc ngữ.[29]
- Ngày 1 Tháng 1 năm 1879, có lệnh khẳng định các văn kiện chính thức phải dùng chữ Quốc ngữ. Cũng trong năm này, chính quyền thuộc địa đưa chữ Quốc ngữ vào ngành giáo dục, bắt các thôn xã ở Nam Kỳ phải dạy chữ này.[28]
- Nghị định Ngày 14 Tháng 6 năm 1880, giảm hoặc miễn thuế thân và miễn sưu dịch cho các "thân hào hương lý" (người thân của Hương trưởng và Lý trưởng) nếu họ biết viết chữ Quốc ngữ.[29]

Như vậy, chính sách của thực dân Pháp có tác động lớn đến sự phổ biến chữ Quốc ngữ. Nhưng việc chữ Quốc ngữ trở thành chữ viết chính thức có phải thuần túy do người Pháp áp đặt hay không là một chủ đề còn bỏ ngỏ. Theo sử gia Liam C. Kelly, sắc lệnh năm 1906 của vua Thành Thái bổ sung chương trình giáo dục Nam âm (chữ Quốc ngữ Latinh) bên cạnh chữ Hán cho thấy có những cải cách ngôn ngữ học và trí thức tới từ nhà Nguyễn.
Trên thực tế, chính quyền thực dân Pháp vốn bất đồng về việc phổ biến chữ Quốc ngữ; trong đó có ý kiến cho rằng việc thúc đẩy chữ Quốc ngữ là "nguy hiểm cho người Pháp". Người Pháp chê bai chữ Quốc ngữ, do các nhà truyền giáo Bồ Đào Nha chế tạo, là hệ chữ "vô tích sự vì đã không giúp ích gì trong việc truyền bá chữ Pháp", nhưng bất đắc dĩ vẫn phải chấp nhận hệ chữ này. Kế tiếp đó, các sĩ phu vận động ủng hộ chữ Quốc ngữ trong công cuộc phổ biến tân học và lan truyền tư tưởng yêu nước. Các phong trào cải cách như Hội Trí Tri, phong trào Duy Tân, Đông Kinh Nghĩa Thục và ngành báo chí mới hình thành đã góp phần quan trọng vào việc truyền bá chữ Quốc ngữ.

## Những cách tạo chữ Nôm

Ba câu lục bát đầu của Truyện Kiều

### Từ Hán Việt: tương đồng về âm và nghĩa (âm đọc)
Mượn cả âm đọc (âm Hán Việt) và nghĩa của chữ Hán để ghi lại các từ từ Hán Việt. Âm Hán Việt có ba loại là:
- Âm Hán Việt tiêu chuẩn: bắt nguồn từ ngữ âm tiếng Hán thời Đường. Ví dụ: "ông" 翁, "bà" 婆, "thuận lợi" 順利, "công thành danh toại" 功成名遂.
- Âm Hán Việt cổ: bắt nguồn từ ngữ âm tiếng Hán trước thời Đường. Ví dụ: "mùa" 務 (âm Hán Việt tiêu chuẩn là"vụ"), "bay" 飛 (âm Hán Việt tiêu chuẩn là "phi"), "buồng" 房 (âm Hán Việt tiêu chuẩn là "phòng").
- Âm Hán Việt Việt hoá: là các âm gốc Hán bị biến đổi cách đọc do ảnh hưởng của quy luật ngữ âm tiếng Việt. Ví dụ: "thêm" 添 (âm Hán Việt tiêu chuẩn là "thiêm"), "nhà" 家 (âm Hán Việt tiêu chuẩn là "gia"), "khăn" 巾 (âm Hán Việt tiêu chuẩn là "cân"), "ghế" 几 (âm Hán Việt tiêu chuẩn là "kỉ").

Ba loại âm Hán Việt kể trên đều được dùng trong chữ Nôm.
Một số từ Hán Việt cổ như "thấy", xuất phát từ chữ gốc là 睇 nhưng không dùng từ gốc để ghi Nôm mà ghi bằng từ ghép 𫌠. Từ "sông" vốn bắt nguồn từ âm Hán cổ của từ "giang" (江) , vốn có gốc Proto-Vietic , nhưng khi ghi Nôm được ghi bằng chữ hình thanh là 滝. Một số âm Hán Việt đọc trại như huê-hoa, trường-tràng thì không có chữ Nôm bổ sung mà vẫn dùng chữ Hán để ghi.

### Dùng âm chữ Hán, không dùng nghĩa (giả tá)
Mượn chữ Hán đồng âm hoặc cận âm để ghi âm tiếng Việt. Âm mượn có thể là âm Hán Việt tiêu chuẩn, âm Hán Việt cổ hoặc âm Hán Việt Việt hoá. Khi đọc có thể đọc giống với âm mượn hoặc đọc chệch đi. Ví dụ:
- Đọc giống như âm Hán Việt tiêu chuẩn: chữ "một" 沒 có nghĩa là "chìm" được mượn dùng để ghi từ "một" trong "một mình", chữ "tốt" 卒 có nghĩa là "binh lính" được mượn dùng để ghi từ "tốt" trong "tốt xấu", chữ "xương" 昌 có nghĩa là "hưng thịnh" được mượn dùng để ghi từ "xương" trong "xương thịt", chữ "qua" 戈 là tên gọi của một loại binh khí được mượn dùng để ghi từ "qua" trong "hôm qua".
- Đọc chệch âm Hán Việt tiêu chuẩn: "gió" 這 (mượn âm "giá"), "cửa" 舉 (mượn âm "cử"), "đêm" 店 (mượn âm "điếm"), "chạy" 豸 (mượn âm "trãi").
- Đọc giống như âm Hán Việt cổ: chữ "keo" 膠 ("keo" trong "keo dán", âm Hán Việt tiêu chuẩn là "giao") được dùng để ghi lại từ "keo" trong "keo kiệt", chữ "búa" 斧 ("búa" trong "cái búa", âm Hán Việt tiêu chuẩn là "phủ") được dùng để ghi lại từ "búa" trong "chợ búa" ("búa" trong "chợ búa" là âm Hán Việt cổ của chữ "phố" 鋪).

### Dùng nghĩa chữ Hán, không dùng âm (huấn đọc)
Mượn chữ Hán đồng nghĩa hoặc cận nghĩa để ghi lại âm tiếng Việt. Ví dụ: chữ "dịch" 腋 có nghĩa nghĩa là "nách" được dùng để ghi lại từ "nách" trong "hôi nách", chữ "năng" 能 có nghĩa là "có tài, có năng lực" được dùng để ghi lại từ "hay" trong "văn hay chữ tốt".

### Chữ ghép (tạo tự)
Chữ ghép, còn gọi chữ là chữ hợp thể, là chữ được tạo ra bằng cách ghép hai hoặc nhiều hơn chữ khác thành một chữ. Các chữ cấu thành nên chữ ghép có thể đóng vai trò là thanh phù (bộ phận biểu thị âm đọc của chữ ghép) hoặc nghĩa phù (bộ phận biểu thị ý nghĩa của chữ ghép) hoặc vừa là thanh phù vừa là nghĩa phù hoặc dùng làm phù hiệu chỉnh âm chỉ báo cho người đọc biết chữ này cần phải đọc chệch đi. Chúng có thể được viết nguyên dạng hoặc bị viết tỉnh lược mất một phần hoặc thay bằng chữ giản hóa. Thanh phù luôn có âm đọc giống hoặc gần giống với âm đọc của chữ ghép. Phù hiệu chỉnh âm được dùng trong chữ Nôm là bộ "khẩu" 口 (đặt ở bên trái chữ ghép), dấu "cá" 亇 (bắt nguồn từ chữ "cá" 个 viết theo thể thảo thư, đặt ở bên phải chữ ghép), dấu nháy "𡿨" (đặt ở bên phải chữ ghép), bộ "tư" 厶 (đặt ở bên trên hoặc bên phải chữ ghép), dấu "冫" (đặt bên trái chữ ghép, chỉ thấy dùng trong các bản văn bản Nôm ở vùng Nam Bộ Việt Nam).
Một số ví dụ về chữ ghép:
- "chân" 蹎 ("chân" trong "chân tay"): chữ này được cấu thành từ chữ "túc" 足 và chữ "chân" 真. "Túc" 足 có nghĩa là "chân" được dùng làm "nghĩa phù" biểu thị ý nghĩa của chữ ghép. Trong chữ ghép chữ "túc" 足 khi đứng ở bên trái phải viết dưới dạng biến thể gọi là "bàng chữ túc" ⻊. Chữ "chân" 真 ("chân" trong "chân thành") đồng âm với "chân" trong "chân tay" được dùng làm thanh phù biểu thị âm đọc của chữ ghép.
- "gạch" 𥗳 ("gạch" trong "gạch ngói"): chữ này được cấu thành từ chữ "thạch" 石 và chữ "ngạch" 額. "Thạch" 石 có nghĩa là "đá" được dùng làm nghĩa phù, ý là gạch thì được làm bằng đất đá. "Ngạch" 額 dùng làm thanh phù.
- "khói" 𤌋: chữ này được cấu thành từ chữ "hỏa" 火 và chữ "khối" 塊 bị tỉnh lược một phần (tỉnh lược bộ "thổ" 土 ở bên trái chữ "khối" 塊). "Hỏa" 火 có nghĩa là lửa, gợi ý nghĩa của chữ ghép (lửa cháy tạo ra khói), "khối" 塊 gợi âm đọc của chữ ghép.
- "ra" 𦋦: chữ này được cấu thành từ chữ "la" 羅 giản hóa và chữ "xuất" 出. "Xuất" 出 có nghĩa là "ra" biểu thị ý nghĩa của chữ ghép.
- "trời" 𡗶: chữ này được cấu thành từ chữ "thiên" 天 có nghĩa là "trời" và chữ "thượng" 上 có nghĩa là "trên", ý là "trời" thì nằm ở trên cao.
- "lử" 𠢬 ("lử" trong "mệt lử") gồm chữ "vô" 無 có nghĩa là "không có" và chữ "lực" 力 có nghĩa là "sức, sức lực", ý là "lử" là không còn sức lực gì nữa.

Tiếng Việt hiện đại không có phụ âm kép nhưng trong tiếng Việt từ giai đoạn trung đại trở về trước thì lại có phụ âm kép. Trong chữ Nôm hợp thể để biểu thị các phụ âm kép người ta dùng một hoặc hai chữ làm thanh phù. Nếu dùng hai chữ làm thanh phù thì một chữ sẽ dùng để biểu thị phụ âm thứ nhất của phụ âm kép, chữ còn lại biểu thị phụ âm thứ hai của phụ âm kép. Ví dụ:
- "blăng" 𣎞: "Blăng" hiện nay đã biến đổi thành "trăng, giăng". Chữ "blăng" 𣎞 được cấu thành từ chữ "ba" 巴, chữ "lăng" 夌 và chữ "nguyệt" 月. "Ba" 巴 biểu thị phụ âm thứ nhất "b" của phụ âm kép "bl", "lăng" 夌 biểu thị phụ âm thứ hai "l" và phần vần của từ "blăng", "nguyệt" 月 có nghĩa là "mặt trăng" biểu thị ý nghĩa của chữ ghép này.
- "mlời" 𠅜: "Mlời" hiện nay đã biến đổi thành "lời, nhời" ("lời" trong "lời nói"). Chữ "mlời" 𠅜 được cấu thành từ chữ "ma" 麻 (bị tỉnh lược thành "亠") và chữ "lệ" 例. "Ma" 麻 biểu thị phụ âm thứ nhất "m" của phụ âm kép "ml", "lệ" 例 biểu thị phụ âm thứ hai "l" và phần vần cửa từ "mlời".
- "tlòn" 𧷺: "Tlòn" hiện nay đã biến đổi thành "tròn". Chữ này được cấu thành từ chữ "viên" 圓 (bị tỉnh lược bộ "vi" 囗 ở phía ngoài thành "員") và chữ "lôn" 侖. "Viên" 圓 có nghĩa là "tròn" được dùng làm nghĩa phù. "Lôn" 侖 là thanh phù, biểu thị phụ âm thứ hai "l" của phụ âm kép "tl" và phần vần của từ "tlòn".
- "krông" 滝: "Krông" hiện nay đã biến đổi thành "sông". Chữ này được cấu thành từ bộ "thủy" 水 và chữ "long" 竜. "Thủy" có nghĩa là "sông" biểu thị ý nghĩa của chữ ghép. "Long" 竜 biểu thị phụ âm thứ hai "r" của phụ âm kép "kr" và phần vần của từ "krông".
- "sláu" 𦒹: "sláu" hiện nay đã biến đổi thành "sáu". Chữ này được cấu thành từ chữ "lão" và chữ "lục". "Lục" 六 là nghĩa phù, có nghĩa là "sáu". "Lão" 老 là thanh phù, biểu thị phụ âm thứ hai "l" của phụ âm kép "sl" và phần vần của từ "sláu".

### Lược bớt nét của chữ Hán để biểu thị phải đọc chệch đi
Lược bớt ít nhất là một nét của một chữ Hán nào đó để gợi ý cho người đọc biết rằng chữ này phải đọc chệch đi. Ví dụ:
- chữ "ấy" 𧘇: lược nét chấm "丶" trên đầu chữ "ý" 衣. Việc lược bớt nét bút này gợi ý cho người đọc biết rằng chữ này không đọc là "y" hay "ý" (chữ 衣 có hai âm đọc là "y" và "ý") mà cần đọc chệch đi.
- "khệnh khạng" 𠀗𠀖: chữ "khệnh 𠀗 là chữ "cộng" 共 bị lược bớt nét phẩy "㇒", chữ "khạng" 𠀖 là chữ "cộng" 共 bị lược bớt nét chấm "㇔".
- "khề khà" 𠀫𠀪: chữ "khề" 𠀫 là chữ "kỳ" bị lược bớt nét phẩy "㇒", chữ "khà" 𠀪 là chữ "kỳ" bị lược bớt nét chấm "㇔".

### Mượn âm của chữ Nôm có sẵn
Dùng chữ Nôm có sẵn để ghi lại từ tiếng Việt đồng âm hoặc cận âm nhưng khác nghĩa hoặc đồng nghĩa nhưng khác âm với chữ được mượn. Khi đọc có thể đọc giống với âm đọc của chữ được mượn hoặc đọc chệch đi. Ví dụ:
- Đọc giống với âm đọc của chữ được mượn: chữ "chín" 𠃩 ("chín" trong "chín người mười ý") được dùng để ghi từ "chín" trong "nấu chín".
- Đọc chệch âm: chữ "đá" 𥒥 ("đá" trong "hòn đá") được dùng để ghi từ "đứa" trong "đứa bé".

### Ký tự đặc biệt
- Dấu "ヌ" hoặc "ㄡ" (lại):

Có thể có nguồn gốc từ chữ "又" (hựu) (có nghĩa là "lại") hoặc chữ "吏" (lại) (có nghĩa là "quan lại"). Nó có tác dụng làm lặp lại âm tiết trong từ láy, tương tự như dấu "々" trong tiếng Nhật.
- Dấu "𖿱" (cá/nháy):

Có thể có nguồn gốc từ chữ "個" (cá) (có nghĩa là "cái").  Nó có tác dụng làm thay đổi âm đọc của chữ Hán từ âm Hán (được coi là cách phát âm đúng của chữ Hán, tương tự Go-on và Kan-on tiếng Nhật) thành âm Nôm (cách phát âm sai của chữ Hán, tương tự Kan'yō-on tiếng Nhật).

## Kiểu viết
| |  |
| Quyển hạ (phần sau) Truyện Kiều bản Chiêm Vân Thị dưới tựa "Thúy Kiều Truyện tường chú" bằng chữ Nôm (viết dọc, đọc từ phải sang trái) và bản dịch bằng chữ Quốc ngữ (viết ngang, đọc từ trái sang phải) |  |

Cũng giống như các kiểu chữ của tiếng Trung, tiếng Hàn, tiếng Nhật, chữ Nôm là dạng ký tự mà mỗi chữ chỉ cần viết trong một phạm vi ô vuông không đổi, nên vừa có thể viết dọc kiểu truyền thống và viết ngang kiểu phương tây.

### Viết dọc
Kiểu viết dọc truyền thống Đông Á gọi là Tung Thư (縱書), viết từ trên xuống dưới, hàng đọc từ phải sang trái, là kiểu viết mà người Việt xưa sử dụng. Có thể thấy ở các văn bản hay di tích cổ xưa như Bia tiến sĩ, Truyện Kiều bản gốc,... hay các biển hiệu xưa như Văn Miếu Môn (dựng ngang nên viết từ phải sang trái). Kiểu viết này giống kiểu viết của tiếng Nhật trong manga (nguyên nhân chính khiến manga có bản quyền ở Việt Nam đọc từ phải sang trái) và truyện chữ như light novel. Một bộ sớ cầu siêu rất dài bằng chữ Nôm được viết năm 1953 được tìm thấy ở Kon Tum, cho thấy rõ kiểu viết này.
Tuy nhiên vì đứt gãy với văn hóa cổ cũng như quen đọc viết chữ Quốc ngữ, nhiều người Việt Nam hiện nay không hiểu rõ kiểu viết truyền thống này, nên khi viết dọc cho chữ Hán và chữ Nôm lại hay xếp ngược hàng từ trái sang phải.
Lợi điểm của kiểu viết dọc cho chữ Nôm là không chiếm nhiều diện tích ngang nên dễ treo câu đối hay biển hiệu (vì mô men trọng lực ít); không cần phải xoay chữ hay tách chữ (điều mà chữ Quốc ngữ bắt buộc phải làm nếu muốn viết dọc); và do kích thước vuông cố định, chữ Nôm khi viết dọc sẽ thẳng đều hai bên và đẹp hơn chữ Quốc ngữ, khi số lượng và kích cỡ ký tự latinh trong mỗi từ là khác nhau nên chắc chắn sẽ bị lệch hàng.

### Viết ngang
Kiểu viết ngang gọi là Hoành Thư (橫書), viết từ trái sang phải, hàng xếp từ trên xuống dưới, giống như kiểu viết của chữ Quốc ngữ. Đây là kiểu viết du nhập từ kiểu viết chữ Latin của phương tây.

## Dấu chấm câu trong văn bản chữ Nôm cổ

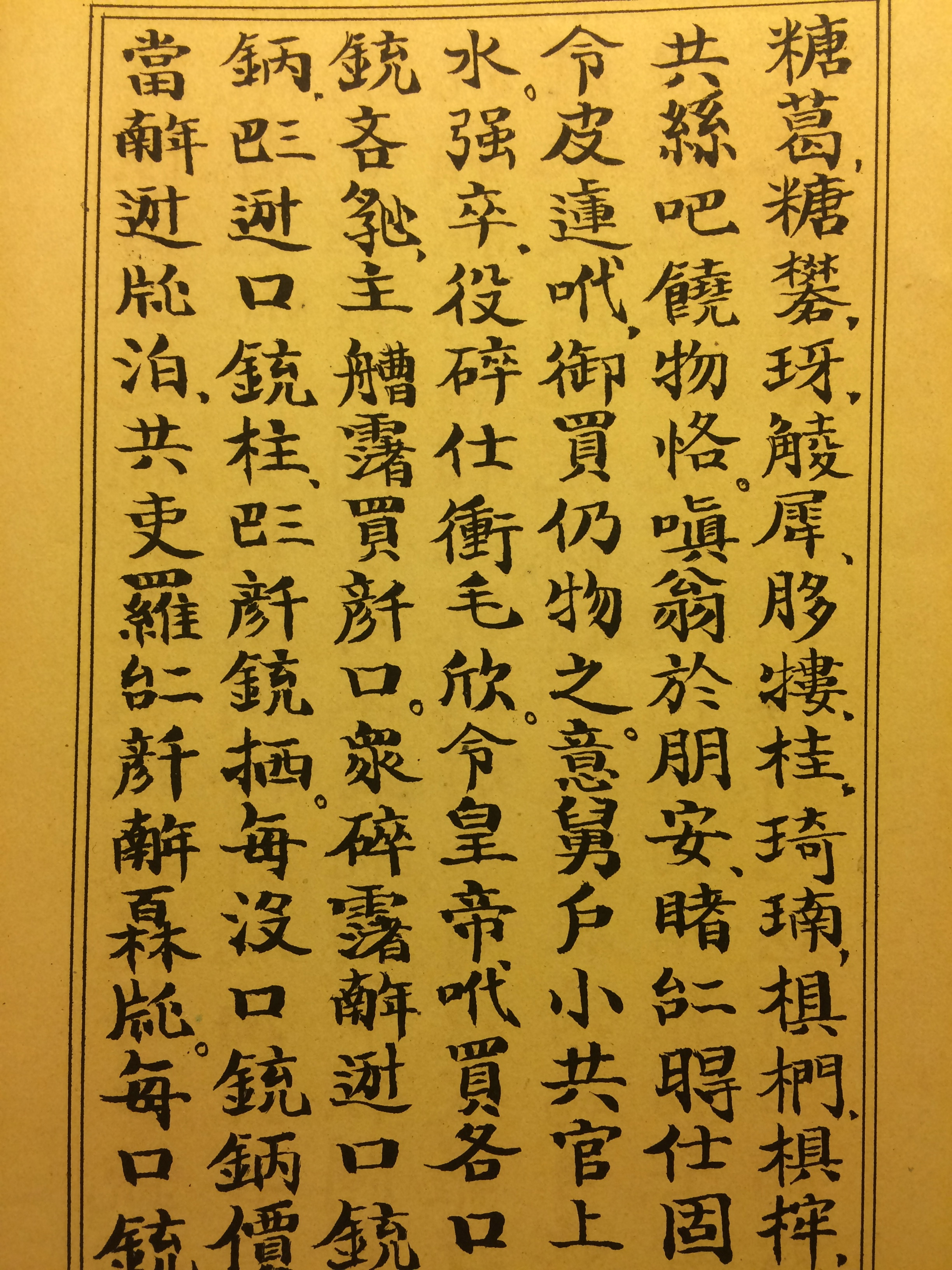
Trang chữ Nôm trong Dialogues Cochinchinois in năm 1871 tại Paris, có phiên giải ra các tiếng Anh, Pháp và Latinh, liệt kê những sản vật giá trị Nam Kỳ có thể bán cho thương thuyền ngoại quốc như da trâu, quế, gỗ mun, ngà voi... đổi lấy mua súng ống các loại

Thư tịch tiếng Hán và tiếng Việt viết bằng chữ Nôm thời xưa thường không có dấu chấm câu. Nếu trong sách in có dấu chấm câu thì thường là do người đọc sách viết thêm vào. Trong văn bản, ở những chữ nào mà người xưa cảm thấy cần phải dừng lại một chút khi đọc đến chữ đó thì chữ đó cùng những chữ đứng trước nó được xem là một “câu” 句. “Câu” theo quan niệm thời xưa nhiều khi không xem được là câu theo quan niệm về câu thời nay. Việc thêm ký hiệu vào trong văn bản để chỉ ra ranh giới của các “câu” gọi là chấm câu 點句. Việc chấm câu cho sách gọi là chấm sách 點冊.
Hai loại dấu chấm câu thường dùng trong thư tịch cổ tiếng Hán và tiếng Việt viết bằng chữ Nôm là vòng “。” và dấu chấm “、”. Khi vòng và dấu chấm được dùng cùng nhau để chấm câu thì vòng được dùng tương tự như dấu chấm “.” trong chữ Quốc ngữ, dấu chấm “、” được dùng tương tự như dấu phẩy “,” trong chữ Quốc ngữ. Cũng có khi chỉ có vòng “。” hoặc dấu chấm “、” được dùng để chấm câu. Việc chấm câu bằng vòng gọi là vòng câu 𥿺句. Trong thư tịch cổ tiếng Việt viết bằng chữ Hán và chữ Nôm, chữ được viết kiểu Tung Thư (viết dọc từ phải sang trái) chứ không viết theo hàng ngang như chữ Latinh, vòng và dấu chấm thường nằm ngoài hàng chữ, bên phải chữ cuối cùng của “câu”.

## Chuẩn hóa
Năm 1867, nhà cải cách Nguyễn Trường Tộ đã đề xuất chuẩn hóa chữ Nôm (cùng với việc bãi bỏ Hán văn), nhưng hệ thống mới mà ông gọi là Quốc âm Hán tự (國音漢字) đã bị vua Tự Đức bác bỏ.
Năm 2022, Ủy ban Phục sinh Hán Nôm Việt Nam đã công bố Bảng chữ Hán Nôm Chuẩn Thường dùng, với tổng số 5.524 ký tự chuẩn, chiếm khoảng 98% lượng sử dụng hàng ngày của tiếng Việt hiện đại.

## Ưu và nhược điểm

### Nhược điểm
Được tạo ra dựa trên chữ Hán, các bộ thủ, âm đọc và nghĩa từ vựng trong tiếng Việt, do vậy chữ Nôm không phải là bộ chữ đơn giản cho người mới học (không tính trẻ em học vỡ lòng).
Với việc viết chữ, nếu đã quen các nét và cách viết chữ Hán (ít nhất là Hành thư hoặc Khải thư), việc viết chữ Nôm không phải là điều khó khăn. Tuy nhiên sẽ cần phải lưu ý kích thước các nét chữ do chữ Nôm thường nhiều nét hơn chữ Hán, nên nếu không định lượng được kích thước nét chữ, sẽ dễ làm cho chữ Nôm to hơn so với chữ Hán cùng dòng. Điều này đặc biệt quan trọng trong việc khai triển thư pháp, đảm bảo tính mỹ thuật.
Với việc đọc hiểu, về cơ bản để đọc được chữ Nôm thì đòi hỏi người đọc phải có sự hiểu biết chữ Hán và vốn từ vựng tiếng Việt ở một mức độ nhất định. Am hiểu chữ Hán về nghĩa và âm Hán-Việt sẽ giúp ghi nhớ và đọc hiểu chữ Nôm dễ hơn.
Hệ chữ Nôm cũng không có sự thống nhất do chưa được quan tâm chuẩn hoá toàn diện: có thể có nhiều chữ dùng để ghi cùng một âm tiết, hoặc ngược lại, một chữ có thể có nhiều cách đọc khác nhau. Tình trạng này còn do "tam sao thất bản", phần vì trình độ người thợ khắc chữ ngày xưa, phần vì khâu in mộc bản có chất lượng không cao (chữ bị nhòe, mất nét). Do đó có người nói "chữ Nôm phải vừa đọc vừa đoán", "nôm na là cha mách qué".
Về mặt ngữ âm thì số âm tiết của tiếng Việt nhiều hơn số âm tiết của âm Hán Việt của chữ Hán nên người viết phải dùng dấu nháy [»] hoặc chữ khẩu [口] đặt cạnh một chữ để biểu thị những chữ cận âm. Người đọc vì vậy phải giỏi mà đoán cho trúng âm, khiến chữ Nôm khá khó đọc.

### Ưu điểm
Tuy không tiện dụng như chữ Quốc ngữ (chữ Latinh) về khả năng viết và phát âm, chữ Nôm cũng có ưu điểm riêng mà chữ Quốc ngữ không thể có được:
- Cũng giống như chữ Hán, chữ Nôm là chữ biểu ý, có khả năng biểu nghĩa rõ ràng hơn, tránh đồng âm khác nghĩa và hiểu sai nghĩa do chữ Quốc ngữ chỉ có thể biểu âm (đặc biệt là tên người Việt hay địa danh ở Việt Nam). Ví dụ: "năm" viết theo chữ Nôm có hai chữ là 𢆥 ("năm" trong "ngày tháng năm", chữ 南 (nam) gợi âm, chữ 年 (niên) gợi nghĩa) và 𠄼 ("năm" trong "số 5", chữ 南 (nam) gợi âm, chữ 五 (ngũ) gợi nghĩa).
- Khả năng viết dọc lẫn viết ngang tốt và thẳng đều. Ví dụ bên dưới là 4 câu thơ trong Truyện Kiều, có thể thấy chữ Nôm được xếp thẳng hàng hơn và đẹp hơn (do mỗi chữ của dạng ký tự này đều có kích thước vuông giống nhau), trong khi chữ Quốc ngữ bị lệch hàng (do kích cỡ và số lượng ký tự hay chữ cái của mỗi từ là khác nhau). Ứng với khi tự tay viết trên giấy thì việc căn lề của chữ Nôm là dễ dàng hơn nhiều so với chữ Quốc ngữ. Khi viết dọc, chữ Nôm cũng không cần phải xoay chữ để viết, còn chữ Quốc ngữ thì nếu có từ nhiều ký tự như "nghiêng", việc buộc phải xoay chữ hay tách ký tự là có thể xảy ra. Điều này mang lợi ích cho chữ Nôm ở việc có thể viết dọc ở không gian bề ngang cực hẹp như lề vở hay kẹp dọc vở mà không cần lo sẽ có chữ hay từ vựng bị quá kích thước dự tính như chữ Quốc ngữ. Đồng thời so về kích thước tổng thể, với cùng số lượng âm tiết (4 câu lục bát là 28 âm tiết) và cùng một kích cỡ chữ (font-size) thì chữ Nôm ngắn gọn hơn chữ Quốc ngữ, nên cùng một bài thơ hay một bài văn thì viết bằng chữ Nôm sẽ gọn gàng hơn và tốn ít giấy hơn viết bằng chữ Quốc ngữ.

| Chữ Nôm                                                           |
| Hoành thư (Viết ngang kiểu hiện đại, chiều từ trái sang phải)     |
| ----------------------------------------------------------------- |
| 頭弄𠄩婀素娥 翠翹羅姊㛪羅翠雲 梅骨格雪精神 每𠊚沒𨤔𨑮分援𨑮       |
| Tung thư (Viết dọc kiểu truyền thống, hàng xếp từ phải sang trái) |
| 頭弄𠄩婀素娥 翠翹羅姊㛪羅翠雲 梅骨格雪精神 每𠊚沒𨤔𨑮分援𨑮       |

| Đầu lòng hai ả tố nga Thúy Kiều là chị em là Thúy Vân Mai cốt cách tuyết tinh thần Mỗi người một vẻ mười phân vẹn mười                | |                              |                                     |
| Nếu phải viết dọc | |                              |                                     |
| Tách chữ | Xoay chữ |                              |                                     |
| \| Đầu lòng hai ả tố nga \| Thúy Kiều là chị em là Thúy Vân \| Mai cốt cách tuyết tinh thần \| Mỗi người một vẻ mười phân vẹn mười \| | Đầu lòng hai ả tố nga Thúy Kiều là chị em là Thúy Vân Mai cốt cách tuyết tinh thần Mỗi người một vẻ mười phân vẹn mười |                              |                                     |
| Đầu lòng hai ả tố nga | Thúy Kiều là chị em là Thúy Vân                                                                                        | Mai cốt cách tuyết tinh thần | Mỗi người một vẻ mười phân vẹn mười |

- Vấn đề lưu trữ vào máy tính của chữ Nôm cũng đã được giải quyết một phần nhờ có bộ mã Unicode, và cũng nhờ Unicode cung cấp cho mỗi chữ Nôm có một mã số tương tự như một ký tự Latinh, với cùng một nội dung thì viết bằng chữ Nôm dùng ít ký tự hơn và tốn ít bộ nhớ để lưu văn bản hơn so với viết bằng chữ Quốc ngữ. Như trong 4 câu thơ của Truyện Kiều ở trên, với 28 âm tiết thì viết bằng chữ Nôm chỉ tốn đúng 28 ký tự không cần khoảng trống (vì mỗi âm tiết đã là một chữ và không cần khoảng trống để ngăn cách chữ), còn viết bằng chữ Quốc ngữ sẽ phải tốn 118 ký tự bao gồm cả khoảng trống (vì trừ chữ "ả" thì các âm tiết khác cần có hai ký tự Latinh trở lên và cần khoảng trống ngăn cách ký tự cuối của âm tiết trước với ký tự đầu của âm tiết sau, chưa kể có những câu có nhiều ký tự hơn). Do vậy chắc chắn viết toàn bộ Truyện Kiều bằng chữ Nôm trong máy tính sẽ tốn ít bộ nhớ lưu trữ hơn viết bằng chữ Quốc ngữ. Điều này tuy không phải là vấn đề hay gặp nhưng nó cũng có sức ảnh hưởng nhất định trong xã hội công nghệ thông tin. Ví dụ như một trang web yêu cầu đặt tên người dùng không quá 10 ký tự bất kể ngôn ngữ, sẽ không thể viết đầy đủ "Nguyễn Văn Năm" bằng chữ Quốc ngữ được vì cần tốn 14 ký tự cả khoảng trống, nhưng có thể viết bằng chữ Hán và chữ Nôm với chỉ 3 ký tự là 阮文𠄼 (tất nhiên 3 chữ này vẫn được đọc là "Nguyễn Văn Năm" và là tên tiếng Việt, không phải tiếng Trung Quốc, điều này cũng giống như người Nhật viết tên bằng Kanji thay vì viết bằng Kana hay Romaji do các dạng chữ này chiếm số lượng ký tự nhiều hơn dù cùng âm đọc).

## Chữ Nôm của các dân tộc khác
Ở Việt Nam, không chỉ có dân tộc Kinh chế tạo ra chữ Nôm, một vài dân tộc thiểu số khác như Tày, Dao,...và cả người Tráng ở Trung Quốc cũng tạo ra chữ Nôm dựa trên chữ Hán để lưu lại ngôn ngữ của họ.

### Chữ Nôm Tày
Chữ Nôm Tày là một sáng tạo tập thể của nhiều thế hệ trí thức người Tày, được ra đời từ khoảng thế kỷ XV - XVI, phát triển mạnh trong thời kỳ nhà Mạc cát cứ ở Cao Bằng và tồn tại cho đến ngày nay. Cũng như những dân tộc khác hiện đang sinh sống trên lãnh thổ Việt Nam, cư dân Tày Bắc Kạn từ lâu đời đã biết sử dụng hệ thống ký tự chữ Hán để ghi âm tiếng Tày và được các nhà nghiên cứu gọi là chữ Nôm Tày.
Về loại hình, chữ Nôm Tày là chữ khối vuông, thuộc thể loại chữ tượng hình, kế tục và phát triển từ chữ Hán của dân tộc Hán ở phương Bắc. Là thể chữ tượng hình, chữ khối vuông nên trong cách viết, chữ Nôm Tày cũng phải tuân thủ trình tự, cách thức viết chữ của chữ Hán đó là: Trên trước, dưới sau; trong trước, ngoài sau; trái trước, phải sau; viết từ trái sang phải, từ trên xuống dưới (theo hàng dọc); sử dụng bộ thủ chữ Hán để nhận biết ngữ nghĩa, mặt chữ.

### Chữ Nôm Ngạn
Người Ngạn là một nhóm cư dân ở tỉnh Cao Bằng được xếp vào nhóm dân tộc Tày nhưng về mặt ngôn ngữ thì gần với người Giáy, từng sử dụng chữ Nôm Ngạn trộn với chữ Hán trong các bài mo (khấn cúng).

### "Chữ Nôm" của các nước khác
Do 喃 nôm = 口 khẩu + 南 nam nên chữ "喃 nôm" trong tên gọi "chữ Nôm" thường được hiểu với ý nghĩa là "ngôn ngữ của người Nam". Tuy nhiên, nếu mở rộng khái niệm "chữ nôm" ra cho tất cả các hệ chữ được sáng tạo dựa trên chữ Hán thì có người còn gọi những chữ được các dân tộc phương bắc như Nhật Bản, Triều Tiên là "chữ nôm Nhật", "chữ nôm Triều", hay gọi những hệ thống chữ của các dân tộc thuộc Trung Quốc như Tráng, Đồng, v.v. là "chữ nôm Choang", "chữ nôm Đồng", v.v.
- Kokuji (国字 Quốc tự) trong hệ thống Kanji của người Nhật cũng được tạo thành từ chữ Hán để ghi lại những từ và khái niệm riêng trong tiếng Nhật. Ví dụ: 畑 hatake = 火 hoả + 田 điền, nghĩa là cánh đồng khô, để phân biệt với 田 là ruộng trồng lúa nước; 鮭 sake = 魚 ngư + 圭 khuê, nghĩa là cá hồi Nhật Bản; 瓩 kiloguramu = 瓦 ngoã + 千 thiên, nghĩa là kílô-gam. Trong hệ thống Kanji hiện đại, cũng có nhiều chữ không có trong các tự điển Trung Quốc nhưng không phải là Kokuji vì đó chỉ là cách đơn giản hoá những chữ Hán đã có sẵn theo kiểu của người Nhật. Ví dụ: 円 là giản thể của 圓 viên; 売 là giản thể của 賣 mại.
- Tương tự như Kokuji của người Nhật, người Triều Tiên cũng dùng chữ Hán để tạo thành một số chữ biểu ý riêng trong hệ thống Hanja của họ. Ví dụ: 畓 dap = 水 thủy + 田 điền, nghĩa là ruộng nước, để phân biệt với 田 là đồng khô; 巭 bu = 功 công + 夫 phu, nghĩa là người lao động.
- Chữ Choang vuông Sawndip của người Tráng ở cực nam Trung Quốc được phát triển dựa trên chữ Hán và thường được so sánh với chữ Nôm của dân tộc Kinh ở Việt Nam do có nhiều điểm tương đồng giữa hai hệ thống chữ viết này[45][46]. Tuy nhiên, ngoài những cách tạo chữ tương tự với cách tạo chữ Nôm là giả tá, hình-thanh và hội ý, còn có những chữ vuông Choang được tạo ra bởi những cách sơ khai hơn là tượng hình và chỉ sự (xem Lục thư).

Tuy nhiên, cũng nên phân biệt những "chữ nôm" này với những bộ chữ biểu âm như Kana và Hangul trong tiếng Nhật và tiếng Hàn hiện đại.

## Bộ gõ chữ Nôm và chữ Hán bằng chữ Quốc ngữ
Có nhiều phần mềm máy tính tạo ra ký tự chữ Nôm và chữ Hán bằng cách gõ chữ Quốc ngữ.
- HanNomIME Lưu trữ ngày 5 tháng 5 năm 2006 tại Wayback Machine là phần mềm chạy trên Windows hỗ trợ cả chữ Hán và chữ nôm.
- Vietnamese Keyboard Set Lưu trữ ngày 18 tháng 6 năm 2012 tại Wayback Machine hỗ trợ gõ chữ Nôm và chữ Hán trên Mac OS X.
- WinVNKey là bộ gõ đa ngôn ngữ trên Windows hỗ trợ gõ chữ Hán và chữ Nôm bằng âm Quốc ngữ.
- Weasel Hannom Lưu trữ ngày 22 tháng 2 năm 2016 tại Wayback Machine là bộ gõ của Ủy ban phục sinh Hán Nôm được xây dựng trên cơ sở bộ gõ Weasel.

Phông chữ Nôm nằm trong cơ sở dữ liệu Unihan. VietUnicode là phông Unicode chứa các ký tự chữ Nôm. Nó là một dự án trên SourceForge . Phông TrueType có thể tải về từ .
Một số từ điển chữ Nôm trên mạng Internet có Từ điển ở Viện Việt học Lưu trữ ngày 16 tháng 7 năm 2006 tại Wayback Machine (tiếng Việt) Nom character index (Tiếng Anh).